# Pinares – Las Delicias
Pinares – Las Delicias és un balneari i una extensió de la ciutat de Maldonado, al sud de l'Uruguai. Es troba sobre la costa del Riu de la Plata, 6 km abans del límit amb l'oceà Atlàntic. El seu límit occidental és marcat per la Laguna del Diario, mentre que al nord limita amb el parc Chacra Brunett i amb el suburbi de Villa Delia. Al nord-est s'ubica la ciutat de Maldonado i a l'est Punta del Este.

## Població
Segons les dades del cens de 2004, Pinares – Las Delicias tenia una població aproximada de 8.524 habitants i comptava amb 7.758 habitatges.
| Any  | Població |
| ---- | -------- |
| 1963 | -        |
| 1975 | -        |
| 1985 | 4.646    |
| 1996 | 6.989    |
| 2004 | 8.524    |
| 2011 | 9.819    |